# Zaštita okoliša
Zaštita okoliša je skup odgovarajućih aktivnosti i mjera kojima je cilj sprječavanje onečišćenja i zagađenja okoliša, sprječavanje nastanka šteta, smanjivanje i/ili otklanjanje šteta nanesenih okolišu te povrat okoliša u stanje prije nastanka štete.

## Onečišćenje i zagađenje
Svaki poremećaj količine određenih kemijskih ili bioloških tvari ili fizikalnih osobina od prirodnih vrijednosti, a koja se može određenim kemijskim, fizikalnim ili biološkim putem vratiti u prvobitno stanje naziva se onečišćenje, dok zagađenje predstavlja trajan oblik promjene sastava i osobina okoliša.
Onečišćenja su rezultat prije svega ljudske aktivnosti. 
Onečišćeni mogu biti zrak, voda i obradivo tlo.

### Povijesni osvrt
Kroz povijest ljudska aktivnost nije značajno utjecala na okoliš sve do razvoja industrije. Prve promjene koje je čovjek izazavao su nastale zbog fizičke aktivnosti, fizioloških potreba. 
No razvojem i stvaranjem društvenih zajednica počinje nagli utjecaj na životni okoliš. Tako u prvotnim gradovima i naseljima dolazi do biološkog i biokemijskog onečišćenja što je dovodilo do epidemija zaraznih bolesti.
Razvojem industrije i upotrebom ugljena u proizvodnji energije u 18. stoljeću, dolazi do povećanja ispuštanja ugljičnih, sumpornih i dušičnih oksida. Novi val onečišćenja dolazi uporabom nafte i naftnih derivata. Razvojem kemije i primjenom kemijskih tvari u industriji, krajem 19. i kroz 20. stoljeće raste doprinos i drugih štetnih tvari u onečišćenju okoliša. 
Interes o zaštiti okoliša kroz povijest je bio malen i svodio se na sporadične slučajeve. Tokom industrijalizacije želja za profitom je bila iznad svijesti o potrebi očuvanja okoliša. Prvi koraci i ekološko osvješćivanje dolaze tek poslije 1945. godine i to nakon što se zapaža da se broj bolesnih od određenih bolesti znatno povećava u industrijskim središtima. U tome su prednjačile zapadne zemlje s velikim centrima onečišćenja kao što su Njemačka i Velika Britanija, te Švedska. No i dalje u suprotnosti zaštiti okoliša je želja za profitom što usporava napore u borbi za čisti i zdravi okoliš. Sjedinjene Američke Države i Narodna Republika Kina su najveći proizvođači onečišćenja u svijetu.

### Kemijsko onečišćenje i zagađenje
Pod pojmom kemijskog onečišćenja podrazumijeva se ispuštanje u okoliš bilo namjerno ili nenamjerno kemijske tvari koja nije svojstvena okolišu, te svojim djelovanjem mijenja fizikalne, kemijske i biološke karakteristike okoliša. 
Kemijske tvari koje onečišćuju okoliš su najčešće proizvodi ljudske aktivnosti, rjeđe aktivnosti vulkana.

### Biološko onečišćenje i zagađenje
Biološko onečišćenje je posljedica razvoja neke vrste organizama (ili mikroorganizama) na osnovi kemijskog ili biokemijskog onečišćenja. Organizmi (ili mikroorganizmi) se hrane kemijskom tvari (najčešće organskog ili biokemijskog podrijetla)te razmnožavanjem uzrokuju značajnu promjenu u okolišu te mogu utjecati na zdravlje biljaka, životinja i ljudi.

### Radioaktivno onečišćenje
Radioaktivna onečišćenja su posljedica korištenja radioaktivnih tvari, koje zbog ljudske pogreške dolaze u okoliš. Najčešće su takve pogreške u proizvodnji električne energije. No postoji i namjerno ispuštanje radioaktivnih tvari kao što su razna nuklaerna oružja. Nakon kontaminacije tla radioaktivnim tvarima tlo je dugo godina nemoguće koristiti u prvotne svrhe.

### Otpad
Otpad je skup tvari kemijskog, biološkog ili nuklaernog porijekla. Otpad nastaje isključivo ljudskom djelatnošću. Nepodesan je za dalju upotrebu na klasičan način i zahtjeva nove načine obrade i prerade.
Dijelimo ga na plinoviti, tekući i kruti otpad.
Otpad može biti inertan, neopasan i opasan otpad.

## Zbrinjavanje otpada
Preduvjet za odabir načina zbrinjavanja otpada je kemijska analiza istog. Kemijsku analizu obavljaju laboratoriji specijalizirani za tu vrstu analiza. Laboratorij koji se specijalizirao za takve analize mora biti akreditiran kod Hrvatske akreditacijske agencije. Takvi laboratoriji provode međulaboratorijska ispitivanja za utvrđivanje točnosti i preciznosti. Sam čin akreditacije zahtjeva preciznost, točnost, isključivanje povlađivanja i poštenje u radu.

### Fizikalno kemijska obrada otpada
Fizikalno-kemijska obrada podrazumijeva upotrebu fizikalnih i kemijskih metoda u obradi otpda, radi toga da otpad postane bezopasan ili da se može iskoristiti u ine svrhe. 
Za primjer fizikalno-kemijske obrade otpada je obrada otpadnih voda, gdje se postupku obrade otpadnih voda koristi mehaničko pročišćavanje. 
Fizikalno-kemijske metode obrade otpada. a ovisno o vrsti otpada su, taloženje, filtracija, kristalizacija, kemijske taložne reakcije, reakcije neutralizacije, uparavanje, zgušnjavanje...
Najčešće vrste otpada koje se podvrgavaju fizikalno-kemijskoj obradi su industrijskog podrijetla. Takav otpad se može ponovno pretvoriti u odgovarajuću sirovinu i tim načinom spriječiti odlaganje u prirodi.

### Biološka obrada otpada
Biloška obrada otpada podrazumijeva uporabu mikroorganizama. Mikroorganizmi razlažu određenu kemijsku tvar organskog porijekla. Tako postoje specifični mikroorganizmi koji su u stanju razložiti i naftu. Za određene grupe organskokemijskih tvari postoji odgovarajuća grupa mikroorganizama koji ih mogu razložiti.
Primjer biološke obrade otpada je kompostiranje, gdje se otpad, biljnog organskog podrijetla u posebnim spremnicima za odležavanje uz pomoć mikroorganizama ralaže i pretvara u zemlju koja se dalje može koristiti u poljoprivredi. 
Preduvjet za bilošku obradu je odsustvo teških metala i kemijskih tvari koje uništavaju mikroorganizme. Odnosno, postojanje dovoljne količine organskokemijske tvari s kojima se mikroorganizmi hrane te odgovarajuća temperatura obrade.

### Termička obrada otpada
Termička obrada podrazumijeva tretman otpada toplinom. Na taj način otpad se može sterilizirati ili spaliti.
Kod sterilizacije dolazi do uništavanja mikroorganizama toplinom. Postoji suha, vlažna, kemijska i ionizirajućim zračenjem. 
Sterilizacija otpada je privremeno rješenje, a prethodi procesu privremenog odlaganja prije spaljivanja. Otpad nakon sterilizacije ne može se trajno odlagati iz razloga velike količine organske tvari, koja na odlagalištima opet prikuplja mikroorganizme, te opet postaje opasan otpad, s mogućnošću stvaranja infekcija. Takve vrste otpada se stvaraju u zdravstvenim ustanovama.To su korištene gaze, igle, šprice, zavoji, gumene rukavice i cijevčice i sve ono što može zadržati organske kemijske tvari. 
Najefikasniji način zbrinjavanja otpada je spaljivanje. Pri spaljivanju dolazi do razlaganja na proste sastojke uz moguće oslobađanje energije. 
Za spaljivanje otpada potrebno je da otpad ima neki minimum toplinske vrijednosti (npr. za spaljionicu Spittelau u Beču je 8200 kJ/kg). U slučaju da to nije tako otpad se miješa s odgovarajućim otpadom koji ima veću toplinsku vrijednost.
Spaljivanje se odvija u velikoj komori za izgaranje na oko 850°C. Na dnu komore se nalazi prostor za otpremu šljake koja se dalje razdjeljuje uz pomoć elektromagnetskog odjeljivača od ostataka feromagnetnih metala na lebdeći pepeo i šljaku. Unutar dijela komore za izgaranje nalaze se cijevi s vodom koja se pretvara u paru i koristi se za proizvodnju lektrične energije. Dimovi i prašina prolaze kroz različite odjeljivače. Tako dim prolazi kroz "perače plinova" (engl.:scrubber) koji odvaajaju HCl, HF, prašinu, sumporove okside, dušične okside. Sam proces se osmišljava tako da prilikom izgaranja dolazi do destrukcije dioksina. U atmosferu se ispušta ugljični dioksid.
No, postoje katalitički procesi koji mogu iskoristiti CO2 za proizvodnju organskih kemijskih tvari. Na taj način se može spriječiti da ne dolazi do nikakvog ispuštanja onečišćenja u okoliš.
Oko jednog takvog postrojenja za spaljivanje otpada se može izgraditi čitava kemijska industrija. Sav otpad koji nastaje je pretežno sastavljen od ugljika, kisika, i vodika uz primjese dušika, sumpora, klora te metala i ostalih elemnata. Termičkom razgradnjom takvog otpada i odvajanjem pojedinih komponenti produkata spaljivanja i unošenjem tih komponenti u neki novi kemijski proces doprinosi novom iskorištenju tih produkata spaljivanja.

### Privremeno odlaganje
Privremeno odlaganje otpada je takvo da se otpad privremeno zbrinjava do nakupljanja veće količine istog, a radi dalje obrade ili trajnog zbrinjavanja.
Uvjeti za privremeno zbrinjavanje otpada su da mora biti van utjecaja atmosferskih prilika, bez mogućnosti ispuštanja u tlo ili vodni i odvodni sustav. Privremeno odlaganje zahtjeva i mjere sigurnosti u radu, a radi sprječavanja neželjenih događaja. Najčešći oblici zbrinjavanja su u zatvorenim prostorijama. Najbolje mjere sigurnosti se postižu odvajanjem po vrstama i kemijskom sastavu, tako da se spriječe neželjene kemijske reakcije.

### Trajno odlaganje
Trajno odlaganje otpada podrazumijeva odlaganje otpada koji je inertan na sve vrste utjecaja iz atmosfere i atmosferske oborine. Na primjer, takva vrsta otpada nastaje u građevinarstvu - cigla, kamnen, beton... 
Iz razloga zahtjeva inertnosti, za otpad koji po svom načinu nastanka svrstan u kategoriju za trajno odlaganje treba proći fizikalno-kemijsku analizu eluata. Određivani parametri trebaju biti u granicama dopuštenog za odlagališta inertnog otpada. (Pravilnik o načinima i uvjetima odlaganja otpada, kategorijama i uvjetima rada za odlagališta otpada (N.N., 117/07))
U slučaju da ne udovoljava tim uvjetima otpad se može tretirati kao neopasan ako udovoljava uvjetima iz Pravilnika (N.N., 117/07) za neopasan otpad. Ako ne udovoljava ni uvjete za neopasan otpad i udovolji uvjete za odlagalište opasnog otpada odlaže se na odlagalište opasnog otpada.
U slučaju prekoračenja uvjeta za opasan otpad, primjenjuje se ili termička obrada, ili fizikalno-kemijska obrada. Moguća je i biološka obrada, ako to fizikalno-kemijski pokazatelji dozvoljavaju.
Odlagališta za trajno zbrinjavanje otpada moraju zadovoljiti posebne uvjete za vrste otpada, odnosno način pripreme i zbrinjavanja otpada na odlagalištu. Najčešće se provode pripreme podloge radi stvaranja nepropusna sloja koji će spriječiti prodiranje vode i kemijskih tvari u tlo. Iz takvih odlagališta je potrebno osloboditi stvoreni plin i vodu.
No prije svega treba više primjenjivati termičku obradu ili fizikalno-kemijsku obradu otpada radi recikliranja i iskorištavanja materijala u novim procesima.

## Pokazatelji onečišćenja
Pokazatelji onečišćenja su ustvari vrijednosti koje prikazuju fizikalne, kemijske ili biološke karakteristike okoliša. 
- pH
- elektrovodljivost
- gustoća
- viskozitet
- arsen
- živa
- kadmij
- aluminij
- selen
- antimon
- nikal
- kobalt
- molibden
- vanadij
- mangan
- bakar
- cink
- olovo
- kalcij
- magnezij
- stroncij
- kalij
- natrij
- bizmut
- telur
- kositar
- željezo
- silicij
- srebro
- bor
- barij
- krom
- Cr6+
- ukupni dušik
- otopljeni organski ugljik, DOC
- ukupni organski ugljik, TOC
- ukupni ugljik, TC
- biokemijska potrošnja kisika, BPK
- kemijska potrošnja kisika, KPK
- ukupni klor
- slobodni klor
- kloridi
- apsorbirani organski halogenidi, AOX
- fenoli
- poliklorirani bifenili, PCB
- policiklični aromatski ugljikovodici, PAH
- ukupna ulja i masti
- ugljikovodici, mineralna ulja
- fluoridi
- udio vode ili suhe tvari
- nekarbonatna tvrdoća vode
- karbonatna tvrdoća vode
- bikaronatska tvrdoća vode
- kalcijska i magnezijska tvrdoća vode
- sulfidi
- sulfati
- fosfor
- fosfati
- cijanidi
- jodidi
- bromidi
- nitriti
- nitrati
- amonij
- suspendirane tvari
- taložive tvari
- gubitak žarenjem
- benzen, toluen, etilbenzen i ksileni; BTX

## Metode u zaštiti okoliša
U zaštiti okoliša za utvrđivanje količine i sastava dijelova iz okoliša, a radi utvrđivanja stupnja onečišćenja ili klasifikacije otpada i određivanja načina zbrinjavanja otpada, odnosno za utvrđivanje načina uklanjanja tvari koja onečišćuje, koriste se analitičke kemijske metode. 
- određivanje pH vrijednosti - potenciometrijska metoda
- određivanje elektrovodljivosti
- kalorimitrijska određivanja
- atomska apsorpciona spektrometrija
- UV/VIS spektrometrija
- spektroffotometrija
- infracrvena spektrometrija
- spektrometrija - Induktivno spregnuta plazma
- tekućinska kromatografija visoke djelotvornosti
- plinska kromatografija
- plinsko-tekućinska kromatografija
- potenciometrijske titracije
- polarografija
- gravimetrija
- volumetrija
- taložne titracije
- redoks titracije
- određivanje točke plamišta
- određivanje točke tališta

## Uklanjanje tvari koje onečišćuju okoliš
Za uklanjanje tvari koje onečišćuju okoliš postoje različite metode. Mjere sprječavanja ispuštanja onečišćenja u okoliš počinju u samom procesu nastanka otpada ili onečišćujućih tvari. 
U radnom prostoru u kojem se koristi velika količina hlapivih organskih tvari, sprječavanje ispuštanja tih hlapivih tvari iz tog prostora u atmosferu se postiže odgovarajućim sustavom ventilacije koji u sebi sadržava kondezator vlage i organskih otapala. Najednostavniji način da se postigne kondeziranje je podhlađivanje dijela ventilacijskog sustava i time nakupljanje hlapivih organskih tvari u tekućem - kapljevitom obliku.
Za uklanjanje onečišćenja iz vode i iz tla koriste se fizikalno-kemijske metode te biološka obrada ovisno o potrebi. 
U svakom prosizvodnom procesu potreban je ugrađen postupak za sprječavanje ispuštanja onečišćenja u okoliš. To se postiže planiranjem načina proizvodnje i načina zbrinjavanja nastalog otpada.
Tvari koje onečišćuju mogu se ukloniti preradom. Nekorisni plastični otpad u morima može se preraditi u korisni biodizel. Znanstvenici iz Hrvatske i Italije razvili su model u kojem se morski otpad pretvara u biodizel. To je Projekt MarGnet. Sprovodi ga se na Lošinju. U ovom projektu biološke sastavnice neće se morati čistiti iz morskog otpada. Aditive će se dodavati zbog učinkovitosti i ISO standarda. Napravljen je prototip koji radi na načelu pirolize na niskim temperaturama koja topi plastiku - i razgrađuje je u goriva. Ovim uređajem se dobije 20 do 30 litara biodizela od 100 kg otpada.

## Poveznice
- 5. lipnja - Svjetski dan zaštite okoliša